# Moroccan Roll
Moroccan Roll es el segundo álbum de estudio del grupo inglés de Rock Progresivo, Brand X. Fue producido por Brand X y Dennis Mckay (también conocido como Dennis Mackay) y publicado por "Charisma Records" en 1977. El álbum es una fusión de Rock Progresivo y ritmos marroquíes. De hecho, el título es un juego de palabras entre "Moroccan Roll", es decir, "Rollo Marroquí", y "More Rock And Roll", o sea, "Más Rock And Roll", como lo demuestra el arte de tapa realizado por Hipgnosis, donde el álbum aparece acreditado como "Morrocan Roll".
Algunos de los temas incluidos son "Sun in The Night", que incluye una cítara más la voz de Phil Collins, "Hate Zone" y "Disco Suicide", una alusión a la Música Disco, la cual era bailada en todo el mundo a mediados de la década del ´70. "Moroccan Roll" llegó al puesto 125 de los 200 mejores álbumes según Billboard en los Estados Unidos. En 1989, "Moroccan Roll" fue reeditado en formato de CD por Virgin Records.

## Canciones
1. "Sun in The Night" (John Goodsall) - 4:23
2. "Why Should I Lend You Mine (When You´ve Broken Yours Off Already)" (Phil Collins) - 11:19
3. "...Maybe I´ll Lend You Mine After All" (Phil Collins) - 2:09
4. "Hate Zone" (John Goodsall) - 4:41
5. "Collapsar" (Robin Lumley) - 1:34
6. "Disco Suicide" (Robin Lumley) - 7:55
7. "Orbits" (Percy Jones) - 1:35
8. "Malaga Virgen" (Percy Jones) - 8:27
9. "Macrocosm" (John Goodsall) - 7:23

## Personal
- John Goodsall = Guitarras, bajo, voces y productor. Cítara en "Sun in The Night".
- Percy Jones = Bajo, percusión y productor.
- Robin Lumley = Teclados, sintetizadores, voces y productor.
- Phil Collins = Batería, piano, voces y productor.

(Aparece acreditado como "Philip Collins").
- Morris Pert = Percusión y productor.
- Dennis Mackay = Productor e ingeniero de grabación.